# 熱き心に
「熱き心に」（あつきこころに）は、1985年（昭和60年）11月20日に発売された小林旭のシングル。発売元はポリドール・レコード（現：ユニバーサルミュージック）。
規格品番：7DX-1404。DMI-05001（プロモーション用非売品12インチシングル）。

## 解説
- 自他ともに認める小林の大ファンを公言していた大瀧詠一が書き下ろした楽曲で、ストリングスを用いたサウンドが特徴。味の素ゼネラルフーヅ（現・味の素AGF）のインスタントコーヒー「マキシム」のCMソングに採用された。
- 小林と大瀧は以前、仕事をする予定であった。それは1977年12月、当時クラウンレコード所属だった細野晴臣が当時同じクラウンレコードだった小林のアルバムプロデュースを依頼され、小林ファンの大瀧にも協力を依頼した時である。
- 星野哲郎が作詞した「ホルモン小唄」と題された歌詞が選ばれて喜び勇んで小林同様大瀧がファンと公言するハナ肇とクレージーキャッツの「ハイ、それまでヨ」タイプの曲を作り、クラウンスタジオでティン・パン・アレーのメンバーとセッションを行い仮歌まで入れたが、小林が「昔の名前で出ています」のヒットで路線変更され、アルバムの企画ごとお蔵入りした大瀧は、AGFのCMの依頼を受けた時はボツになった「ホルモン小唄」の事もあり、「一生の内、何としてでもやり遂げなければならない仕事の一つ」と思ったという。それが「熱き心に」である。
- その後、ボツになった「ホルモン小唄」は2023年3月21日発売『大滝詠一 NOVELTY SONG BOOK/NIAGARA ONDO BOOK』のDISC 1『大滝詠一 NOVELTY SONG BOOK 』 に「ホルモン小唄～元気でチャチャチャ」のタイトルでブックレットで仮歌か仮歌とは別に録音したかの言及されていないが、大滝歌唱版が収録され日の目を見た。
- 小林によると、デモテープの時点ではいまいち気乗りのしない曲だったが、スタジオに入ってストリングス・アレンジの事を知り、イントロを聞いた際に「日活映画の世界ではなく、西部開拓史、ジョン・ウェインの世界だ」と気付き、これならいけると思ったという[1]。
- 翌年に渡って売り上げを伸ばし、オリコン集計においては累計で約37.6万枚を売り上げた。同チャートでの最高位は第12位だったが、1986年のシングル年間チャートでは、第20位に入った。
- またTBSテレビの『ザ・ベストテン』でも10位内のランクインは惜しくも逃したが、翌1986年の年間ベストテンでは第22位にランクされた。1985年12月19日には『今週のスポットライト』コーナーで、1982年4月22日（「お世話になったあの人へ」「さすらい」の2曲を披露）以来3年8か月ぶりに、同番組への出演を果たしている。
- 1986年12月時点で、ポリドール発売の「熱き心に」（本人歌唱・カラオケ）を収録したレコード・カセット・CDは21種が発売され、トータル売上は133.9万枚に達する（ポリドール調べ）。内訳はシングル・レコードが65.2万枚、シングル・カセットが14.7万本、LPが3.1万枚、カセットが35.3万本、CDが5.2万枚、オリジナル・カラオケが4.3万本、カラオケが6.1万枚[2]。
- また、他社発売のカバー版・カラオケを収録したレコード・カセット・CD・ビデオは334種が発売され、トータル売上は143.2万枚に達する。歌入りレコードが11.8万枚、歌入りカセットが27.4万本、歌入りCDが4.6万枚、カラオケ・テープが76.7万本、カラオケCDが3.4万枚、カラオケ・レコードが2.2万枚、カラオケ・ビデオが7.6万枚、カラオケ・レーザーディスクが9.5万枚[2]。
- 当曲のロング・ヒットで、同年の『第37回NHK紅白歌合戦』も、1977年の『第28回紅白歌合戦』（曲目は「昔の名前で出ています」）以来9年ぶり2回目の出演を果たす。ちなみに、曲紹介の際、白組司会の加山雄三から「今年、この曲ほど話題になった曲はありませんね」と言われた。それから8年後、自身5回目の出場だった1994年の『第45回紅白歌合戦』でも当曲が歌われた。
- 第5回メガロポリス歌謡祭・演歌大賞、第28回日本レコード大賞・金賞、第17回日本歌謡大賞・放送音楽賞、第17回日本有線大賞・特別功労賞など多くの賞を受賞した[2]。
- 当初この曲がCMとして流れた際、歌手名を公表しなかったため、CMで使われたフレーズ部分の歌声が加山雄三に似ていたことから、加山の歌唱と勘違いされる一幕があった。小林も冗談めかして「加山じゃないの？」と言っていたが、後に歌っているのは小林旭であると公表された。なお、加山雄三も2013年に同曲をカバーしている。
- 1986年暮れの『第28回日本レコード大賞』では、金賞、作詩賞、特別選奨と3つの賞を受賞している。
- 2001年発売のシングル『昭和恋唄』のカップリングに “ニュー・バージョン” が収録されており、これ以降のベスト盤にはこちらのリメイクが収録されている場合もある。
- 大瀧詠一によると、歌手・小林旭には松本隆の都会的な歌詞は似合わないとして、阿久悠に作詞を依頼したという。
- 大瀧の死後、関係者がスタジオ整理をしていた所、セルフカバーの音源が録音されたマスターテープを発見、2016年3月21日発売のオールタイム・ベスト『DEBUT AGAIN』に収録される。
- セルフカバーは小林版のバックトラックを流用しているが、イントロや曲中のキーボードと曲中のギターパートと間奏のギターソロが入っていない。歌い方も小林版とは異なる箇所がある。
- 2014年、大瀧の追悼番組にコメント出演した小林が「自分のレコーディングの終了後、大瀧が自分の入っていたヴォーカル・ブースに入り、同じマイクで歌っていた」と言うエピソードを明かした。ただ、今回発見されたセルフカバーが、その時の歌唱なのかは明らかではない。
- 本曲のシングル盤は、ジャケットが2種類存在する。

## 収録曲
1. 熱き心に（4分45秒）
  - 作詞: 阿久悠、作曲・編曲: 大瀧詠一、ストリングスアレンジ: 前田憲男
2. さらば冬のカモメ（4分3秒）
  - 作詞: 東海林良、作曲: 大野克夫、編曲: 中林慶一

## カバー
熱き心に
- 羅文 - 「把握」（広東語カバー）『紋身的獵人』（1987/2/1発売）
- 森進一 - 『悲しいけれど』（1987/9/21発売、VDR-1423）
- 新沼謙治 - 『特選集:大雪よ』（1992/6/21発売）
- 田辺靖雄・九重佑三子 - 『Duo －やさしくしてますか－』（1996/5/25発売）
- キンモクセイ - 大瀧詠一のトリビュート・アルバム『ナイアガラで恋をして Tribute to EIICHI OHTAKI』（2002/11/20発売、WPC6-10237）
- 元ちとせ - 『歌鬼 (Ga-Ki) 〜阿久 悠トリビュート〜』（2008/7/30発売）
- 鈴木雅之 - 『DISCOVER JAPAN』（2011/9/28発売）
- 加山雄三 - 『MESSAGE ～加山雄三 J-Standardを歌う～』（2013/7/3発売）
- 大瀧詠一 - セルフカバーアルバム『DEBUT AGAIN』（2016/3/21発売）[3]
- 桑田佳祐 - 『平成三十年度! 第三回ひとり紅白歌合戦』（2019/6/5発売）
- 小橋亜樹 - ミニアルバム『こはし暖簾』(2020/9/23 発売)

## 収録作品
- 旅空夜空 -熱き心に-
- 熱き心に 小林旭 全曲集
- 青春歌年鑑 1986 BEST30
- 青春歌年鑑 80年代 BEST30
- GOLDEN☆BEST 小林旭
- GOLDEN☆BEST 小林旭 マイト・ガイ・デラックス
- GOLDEN☆BEST 小林旭 ヒット全曲集 - ライブ・バージョン